# 马拉雅拉姆语阿拉伯字母
马拉雅拉姆语阿拉伯字母（马拉雅拉姆语： അറബി-മലയാളം），又名为Ponnai字母， 是一种用于书写位于印度南部的达罗毗荼语系语言马拉雅拉姆语的阿拉伯字母变体。虽然其起源并最终完善于印度喀拉拉邦，但现今其主要使用于位于马来西亚及新加坡的马拉雅拉姆族穆斯林移民社区。
直到二十世纪，所有喀拉拉邦的伊斯兰学校的学生都会学习马拉雅拉姆语阿拉伯字母。现在其仍被部分喀拉拉邦及拉克沙群岛的伊斯兰学校使用。